# Предательство

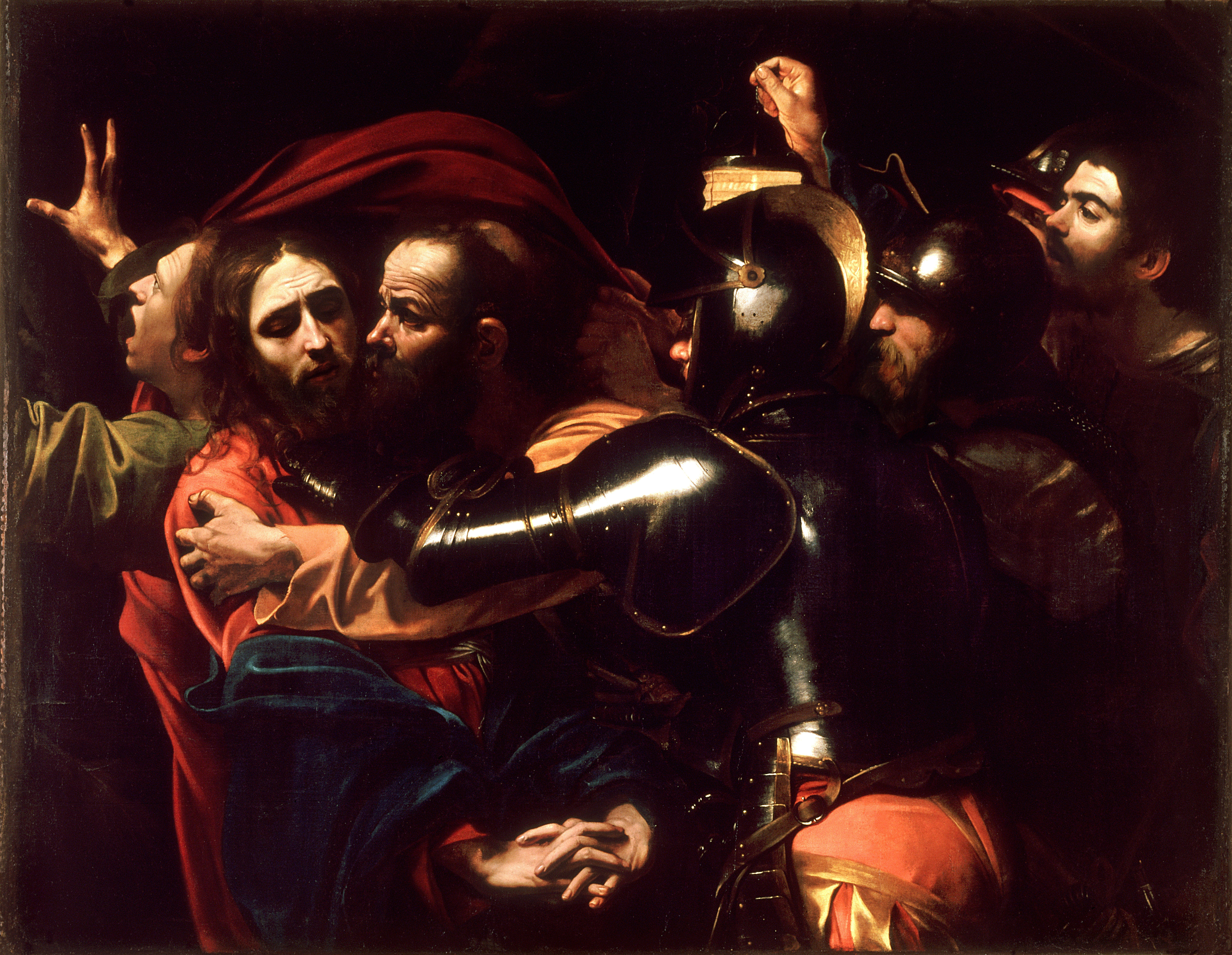
Поцелуй Иуды (картина Караваджо) (ок. 1602) Иуда Искариот предаёт Иссуса

Предательство или измена — пейоративное название сознательного нарушения клятвы, присяги или отклонения от принятых самим человеком, его ближайшим окружением или сообществом, в котором он проживает, норм или ценностей, действий против этих норм и ценностей, а также их явного или скрытого отрицания.
Человека, совершившего предательство или измену, называют предателем, изменником, вероломцем, крамольником, лукавым и облыжным человеком, душепродавцем. В военное время предательство могут карать смертью. Предательство может касаться отдельных лиц или сообщества, перед которым предатель имеет постоянные обязательства или не несет ответственности.
В различных культурах, религиях и правовых системах измена является морально неправильным действием, хотя иногда понимается по-разному, в зависимости от исторических и социальных условий.
В психологическом смысле предательство — это результат свободного выбора, основанного на измене самому себе[прояснить], близким или всему сообществу. Однако причиной измены может быть также боязнь угрозы, а в крайних случаях — её вымогательства, например пытками. В социальном смысле предательство — это открытый или тайный отказ от участия в сообществе, членом которого является человек, действующий вопреки нормам и ценностям этого сообщества.